# Campobello di Mazara
Campobello di Mazara ist eine Stadt im Freien Gemeindekonsortium Trapani in der Region Sizilien in Italien mit 11.340 Einwohnern (Stand 31. Dezember 2023).

## Geographie
Campobello di Mazara liegt 75 km südlich von Trapani nicht weit von der Mündung des Flusses Modione in das Mittelmeer entfernt. Die Stadt bedeckt eine Fläche von 65 km². Haupterwerb der Einwohner ist die Landwirtschaft und der Weinanbau. Tre Fontane und Torretta Granitola sind Ortsteile der Gemeinde.
Die Nachbargemeinden sind: Castelvetrano und Mazara del Vallo.

## Geschichte
Der Ort wurde im Jahre 1623 von Giuseppe di Napoli gegründet.
Der Name Campobello (deutsch Schönes Feld) mag auf den ersten Blick täuschen, doch der Name leitet sich ab von Campo Bellico, was auf Deutsch „Kriegerisches Feld“ bedeutet. Wahrscheinlich war Campobello im Mittelalter ein Schlachtfeld gegen die Sarazenen.
Am Südrand der heutigen Stadt, bei der Ortschaft Erbe Bianche, wurde eine auf einem Kalkhügel gelegene Siedlung entdeckt, die aus der mittleren sizilischen Bronzezeit stammt und in den 1990er Jahren zu großen Teilen ausgegraben und erforscht wurde. Sie bestand aus mehreren, teils recht großen, runden und ovalen Gebäuden. Es konnten zwei Phasen unterschieden werden. Anhand der gefundenen lokalen Keramik konnte der Komplex der Thapsos-Kultur zugewiesen werden. Daneben wurden u. a. Bronzewaffen entdeckt sowie Fragmente mykenischer Keramik aus dem ägäischen Raum, die in die zweite Hälfte des 13. Jahrhunderts datiert (Periode SH III B2) und aus der jüngeren Siedlungsphase stammt.

## Sehenswürdigkeiten

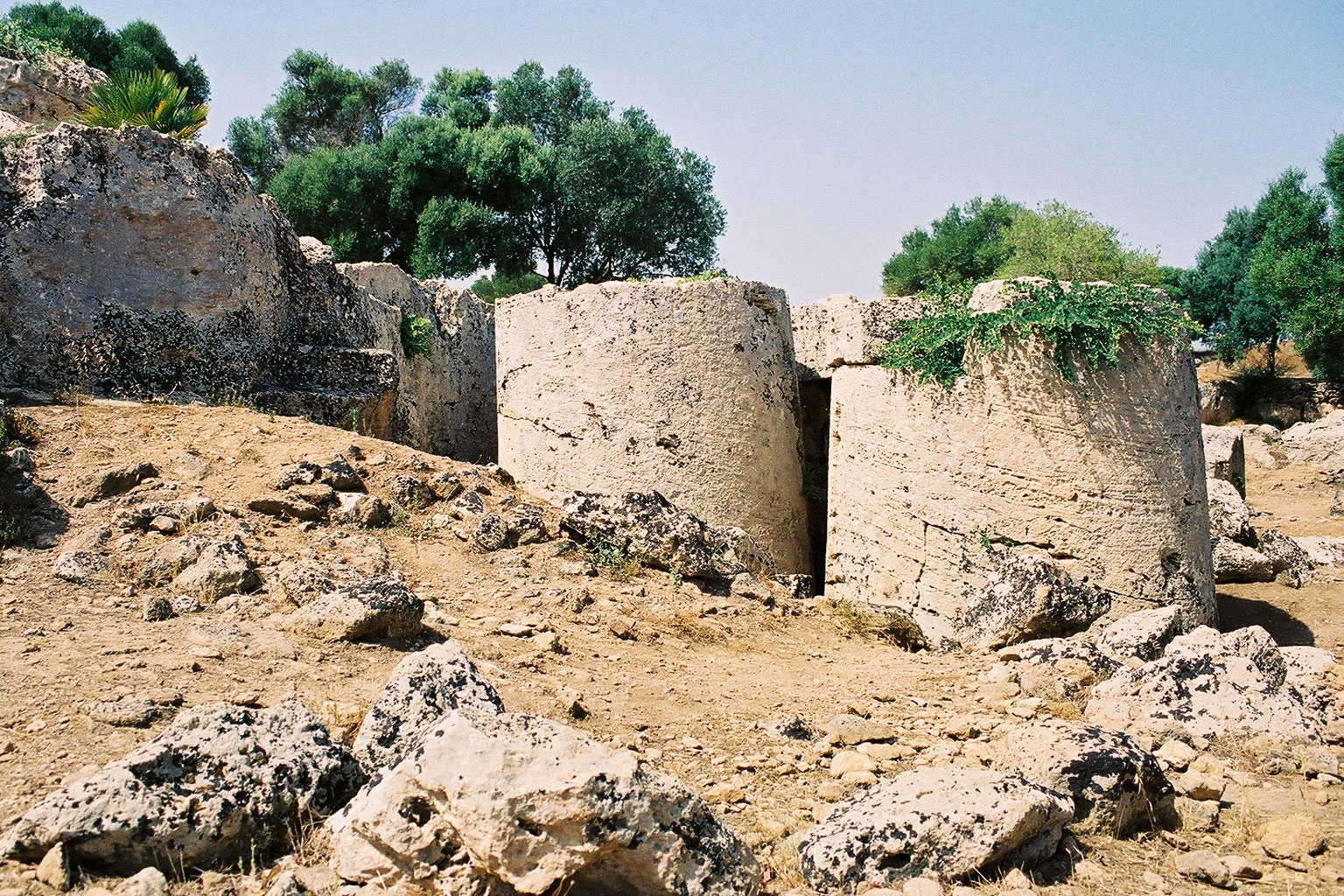
Rocche di Cusa

- Kirche aus dem 17. Jahrhundert, im 19. Jahrhundert umgebaut
- In der Nähe des Ortes liegen die Steinbrüche Rocche di Cusa, hier wurden Steine für den Bau von Selinunt gewonnen.